# Edoardo Daneo
Edoardo Daneo (Torino, 13 ottobre 1851 – Torino, 17 luglio 1922) è stato un politico e avvocato italiano.

## Biografia
Laureato in giurisprudenza all'Università di Torino nel 1872, dopo aver svolto il ruolo di consigliere comunale a Torino dal 1884 al 1914, fu deputato per molte legislature, sottosegretario al Ministero della giustizia, Ministro della pubblica istruzione nel Governo Sonnino II, nel Governo Salandra I e Ministro delle finanze nel Governo Salandra II Come ministro della pubblica istruzione nel secondo governo Sonnino presentò un disegno di legge sull'istruzione elementare, che non poté essere discusso alla Camera per la caduta del governo, ma che fu poi ripreso dal suo successore Luigi Credaro e che diventò legge il 4 giugno 1911 (nota come legge Daneo-Credaro), con la quale fu compiuto il primo passo della statalizzazione della scuola, che venne sottratta alla gestione dei Comuni per essere affidata ad un Consiglio scolastico provinciale, e che venne resa obbligatoria anche per i militari e i detenuti analfabeti. Massone, nel 1889 fu eletto Maestro venerabile della Loggia "Pietro Micca-Ausonia" di Torino, "ma nel 1906 in occasione delle elezioni si fece appoggiare dai cattolici e per tale motivo fu espulso dalla massoneria pur rimanendo il suo operare in ambito laico.".